# Rafael Navas Pardo
Rafael Navas Pardo (Madrid, Cundinamarca; 2 de febrero de 1908-Bogotá, 13 de mayo de 1990) fue un militar y político colombiano. Integró la Junta Militar de Gobierno que reemplazó al general Gustavo Rojas Pinilla del 10 de mayo de 1957 al 7 de agosto de 1958.

## Biografía
Estudió en el Colegio de La Presentación y en el Instituto de la Salle de Bogotá, y se graduó inicialmente como suboficial en la Escuela de Suboficiales, alcanzando el grado de cabo primero. Más tarde ingresó a la Escuela Militar de Cadetes, donde se graduó de bachiller y luego de subteniente en 1933.  
Prestó sus servicios en la Escuela Militar de Cadetes, Batallón Guardia de Honor, Batallón Bomboná, Batallón de Ingenieros Caldas, Escuela de Infantería, Escuela de Motorización, Batallón de Ingenieros Garavito, Escuela Superior de Guerra, Batallón de Ingenieros Codazzi, Sexta Brigada, Guarnición de Mocoa, Escuela de Armas Blindadas y el Batallón de Bogotá. Fue alcalde militar de Barichara, alcalde militar del Socorro, comandante del Batallón de Ingenieros Codazzi, jefe de la División de Policía de Bogotá, comandante de la Escuela Blindada y de Motorización, comandante del Batallón de Ingenieros N°- 1 Caldas, comandante del Centro de Ingenieros y comandante de la Brigada de Institutos Militares.
El General Navas Pardo y el General Rojas Pinilla gozaban de un mutuo aprecio, respeto y confianza como resultado de una larga vida militar que ambos recorrieron.
Con la ocupación del cargo de presidente de Colombia por el general Rojas Pinilla, el coronel Navas Pardo llegó a comandar al Ejército Nacional y recibió el rango de Brigadier General mediante el decreto 1012 del primero de mayo de 1956, en el que se destacó su brillante comando de la Brigada de Institutos Militares y sus excelentes calidades como oficial. El 10 de mayo de 1957 pasó a integrar la Junta Militar de Gobierno que el general Gustavo Rojas Pinilla conformó para que lo sucediera en la presidencia de Colombia.
El 2 de mayo de 1958 hubo un intento de golpe de Estado a la Junta Militar efectuado por un reducto de las fuerzas militares que deseaban que no se le entregara el poder al gobierno civil elegido en el plebiscito, sino que aspiraban que retornara el General Rojas Pinilla. La casa de residencia del General Navas Pardo, ubicada en frente a La Ciudad Universitaria, fue abaleada y parcialmente destruida por estar opuesto a la retención del poder.

### Últimos años
Se retiró del servicio activo en 1958. Después fue embajador de Colombia ante el gobierno de Japón. En 1976 creó el Cuerpo de Oficiales Profesionales de la Reserva del Ejército Nacional. 

## Homenaje
En su memoria fue nombrado el 18º batallón de ingenieros con sede en Tame y se erigió un busto alusivo a su figura en el Batallón de Sanidad del Ejército de Colombia. En la sede de la casa de ingenieros militares ubicado en el barrio Chicó de Bogotá se erigió un busto y se encuentran todas sus medallas, distintivos y banda presidencial.

## Familia
Rafael Navas fue el tercero de siete hermanos nacidos en el hogar de don José Rafael Navas Ospina y de doña Cecilia Pardo Carrizosa. Contrajo matrimonio el 27 de noviembre de 1943 con Elvira De Francisco Figari, hija de don Alberto De Francisco Calvo y de doña Blanca Figari. Fueron padres de Rafael Navas De Francisco, María Isabel Navas De Francisco, y Alfredo Navas De Francisco.
| Predecesor: Brigadier general Pedro Alfonso Muñoz Palacino | Comandante del Ejército Nacional de Colombia 12 de diciembre de 1956 - 11 de diciembre de 1957 | Sucesor: Brigadier general Iván Berrío Jaramillo |
| Predecesor: Gustavo Rojas Pinilla                          | Presidente de Colombia 10 de mayo de 1957 - 7 de agosto de 1958                                | Sucesor: Alberto Lleras Camargo                  |

- Datos: Q6097745